# Gemünden (Westerwald)
Pour les articles homonymes, voir Gemünden.
Gemünden est une municipalité de la Verbandsgemeinde de Westerburg, dans l'arrondissement de Westerwald, en Rhénanie-Palatinat, dans l'ouest de l'Allemagne.